# مشروع جراد في هيوستن

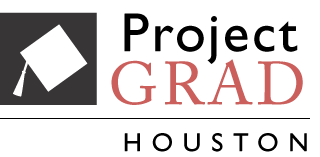

مشروع «جراد» في مدينة هيوستن (التخرج يحقق الأحلام حقًا «جراد» (GRAD)) يعد نموذجًا للإصلاح التعليمي وهو يتبع المنظمات غير الهادفة للربح 501(c)3، ويطبق في ديفيس وسام هيوستن وريجان وويتلي وييتس، في إدارة هيوستن التعليمية المستقلة (HISD)، ويخدم 64 مدرسة وأكثر من 44000 طفل من الأطفال المحرومين اقتصاديًا - 22.98% من إجمالي طلاب المدرسة التابعة للإدارة التعليمية وما يقرب من 24% من إجمالي الطلاب المعرضين للخطر. ويعد أكثر من 90% من طلاب مشروع «جراد» من ذوي الدخل المنخفض و91% من الأقليات.

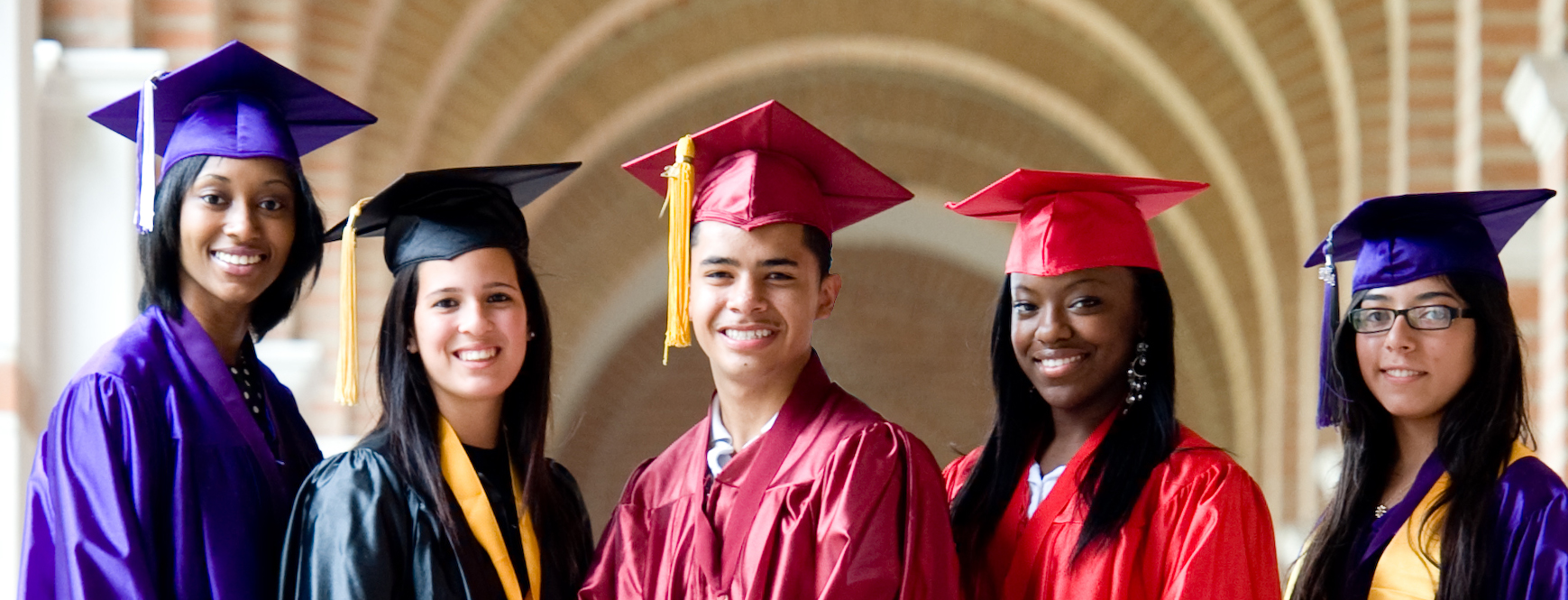

يحظى مشروع «جراد» في مدينة هيوستن بسجل حافل على الصعيد الوطني في زيادة نسبة التخرج من المدارس الثانوية ومعدلات الالتحاق بالكليات للطلاب ذوي الدخل المنخفض. وقد نشأ نموذج مشروع «جراد» من برنامج المنح الدراسية الذي بدأ بالشراكة مع مدرسة جيفرسون ديفيس الثانوية نسخة محفوظة 9 مايو 2013 على موقع واي باك مشين. التابعة لإدارة هيوستن التعليمية المستقلة في عام 1989.
وانطلاقًا من إيمانهما بأن كل طالب، بغض النظر عن بيئته القادم منها، لا يستحق فقط التخرج من مدارس ثانوية ولكن يجب أيضًا أن تتاح له فرصة الالتحاق بالكلية، كان جيم كيتيلسن (Jim Ketelsen) رئيس شركة تينيكو (Tenneco) ومديرها التنفيذي، جنبًا إلى جنب مع زوجته كاثرين (Kathryn)، في طليعة من قاموا بالبحث عن حلول مناسبة للتحديات التي تواجه المدارس في مدينة هيوستن. وبالعمل مع قادة المجتمع والمدارس، تم وضع نموذج مشروع «جراد» بوصفه نظامًا للمناهج الدراسية والمنهجية وبرامج دعم الأسرة والطلاب التي تساعد على بناء المهارات الأكاديمية وتحسين سلوك الطلاب وتلبية احتياجات الأسرة ووضع الطلاب على طريق الالتحاق بالكلية.

## الغاية
يهدف مشروع «جراد» إلى دعم جودة التعليم العام للطلاب في المجتمعات المحرومة اقتصاديًا، مما يؤدي إلى زيادة معدلات تخرج الطلاب من المدارس الثانوية والكليات.

## الأهداف
يهدف مشروع «جراد» إلى متابعة تخرج ما لا يقل عن 80% من طلاب الصف التاسع من المدرسة الثانوية، والتحاق ما لا يقل عن 50% منهم بالكلية وذلك بمساعدة المنحة التي نقدمها، وإتمام ما لا يقل عن 60% من الملتحقين بالكلية دراستهم.

## عناصر البرنامج
يرتكز جوهر نموذج مشروع «جراد» على ضمان ما يلي:
- الاستعداد للالتحاق بالكلية من خلال تقديم الدعم للإعداد الأكاديمي القوي لمرحلة ما قبل رياض الأطفال وحتى الصف الثاني عشر
- الالتحاق بالكلية من خلال توفير مصادر إضافية للطلاب والأسر تلبي احتياجاتهم الاجتماعية والتجريبية والاقتصادية بما في ذلك منح الدراسة جامعية لمدة 4 سنوات التي تبلغ قيمتها 4000 دولار[3][5]
- الالتحاق بالكلية من خلال أنظمة الدعم التي تربط المعلمين ونظراءهم من القادة بطلاب السنة الأولى.

بالإضافة إلى ذلك، يوفر مشروع «جراد» برنامجًا للفنون الجميلة في نموذج نمط التغذية الخاص بمدرسة جيفرسون ديفيس.

## السعي نحو النجاح
يستخدم الحدث الرائد في مشروع «جراد»، السعي نحو النجاح (Walk For Success)، آلاف المتطوعين صباح يوم السبت من كل خريف لتنفيذ حملة طرق الأبواب لزيارة المنازل الخاصة بأسر كل طالب جديد من طلاب الصف التاسع في المدارس الثانوية المشاركة في مشروع «جراد». يُطلب من كل طالب من طلاب الصف التاسع وأولياء أمورهم التوقيع على التزام بتحقيق شروط طلب منحة «جراد» الدراسية. تتوافق هذه المتطلبات مع أهمية الأهداف التعليمية - التخرج من المدرسة الثانوية بعد مرور أربع سنوات بتقدير تراكمي لا يقل عن 2.5، مع استكمال خطة تكساس الموصى بها للتخرج من المدرسة الثانوية، والالتحاق باثنين من المعاهد التابعة للكليات الجامعية. يفتح هذا الالتزام الباب أمام المحادثات المستقبلية بين الطلاب وأولياء أمورهم ومعلميهم وموجهيهم. لدى جميع أصحاب الشأن توقعات كبيرة لإنجازات الطلاب بسبب هذه الموارد.

## أسبوع الكلية
عادة ما يبدأ أسبوع الكلية في شهر يناير بعد انقضاء العطلة الشتوية وقد تم إعداده لتحسين عادات الطلاب الخاصة بالدراسة في الكلية. يشارك الطلاب وأعضاء هيئة التدريس داخل الحرم الجامعي من خلال تضمين أنشطة التوعية بالكلية المختلفة والمصممة لجعل المحادثات الخاصة بالدراسة في الكلية جزءًا من محادثتهم اليومية الدارجة داخل الفصل الدراسي. يتلقى الطلاب وأولياء الأمور معلومات بشأن التوعية بالكلية والالتحاق بها من خلال سلسلة من المناسبات المصممة خصيصًا من أجل غرس الفكرة القائلة بأن الكلية متاحة لجميع الطلاب. يشارك أعضاء هيئة التدريس والموظفون في كل مدرسة من خلال عرض خبراتهم الخاصة بالدراسة في الكلية عن طريق مسابقات تزيين الأبواب وارتداء الألوان الخاصة بكلياتهم وتضمين مناقشات تزيد من التوعية بالكلية التي تتم داخل الحرم الجامعي بأكمله. وأبرز ما يتم تسليط الضوء عليه في أسبوع الكلية هو «المحادثات الخاصة بالكلية» في كل حرم جامعي. في «المحادثات الخاصة بالكلية» يعود طلاب الكلية و/أو خريجي الكلية الذين حصلوا على منحة «جراد» الجامعية إلى مدارسهم الثانوية لمشاركة خبراتهم في الذهاب إلى الكلية مع طلاب الثانوية العامة الحاليين وأعضاء هيئة التدريس في المدارس الثانوية. عندما يستمع الطلاب مباشرة إلى كيفية تغلب أقرانهم على تحديات الوصول إلى الكلية والنجاح فيها، يدفعهم ذلك إلى إعداد أنفسهم للتعليم العالي.

## اجتماع أولياء الأمور
عادة ما يُعقد اجتماع أولياء الأمور خلال عطلة الربيع، ويقدم الاجتماع لأولياء أمور طلاب المرحلة الابتدائية والإعدادية والثانوية في المدارس التابعة لمشروع «جراد» في إدارة هيوستن التعليمية المستقلة والمتعلق بأنماط التغذية الخاصة بمدارس ديفيز وسام هيوستن وريجان وويتلي وييتس الثانوية فرصة لتلقي المعلومات التي تساعد أطفالهم على الاستعداد للكلية والالتحاق بها والنجاح فيها. تقدم الجلسات باللغتين الإنجليزية والإسبانية. فضلًا عن ذلك، يمكن أيضًا الاستعانة بالمجتمع وشركاء الكلية/الجامعة لتبادل المعلومات بشأن الادخار والتخطيط للكلية.

## حفل توزيع جوائز المنح الدراسية
سنويًا، يكرم حفل توزيع جوائز المنح الدراسية الخاص بمشروع «جراد» في مدينة هيوستن رسميًا طلاب المرحلة النهائية في مدارس ديفيز وريجان وويتلي وييتس الثانوية إلى جانب مركز سام هيوستن للرياضيات والعلوم والتكنولوجيا الذين استوفوا الشروط وحصلوا على منح «جراد» الدراسية. بحضور أولياء الأمور والمعلمين ومديري المدارس ومديري الإدارات التعليمية والأقران، يحصل كل طالب على ميدالية، إشارة لإنجازهم الشخصي، يقدمها لهم مجموعة من ضيوف الشرف. تأهل أكثر من 690 طالبًا من طلاب المرحلة النهائية للحصول على منحة مشروع «جراد» التعليمية في عام 2011.

## المعاهد التابعة للكلية
تشترط منحة مشروع «جراد» التعليمية التي تبلغ ميزانيتها 4000 دولار على الطلاب استكمال الدراسة في معهدين من المعاهد التابعة للكلية. تكسب المعاهد التابعة للكلية طلاب الثانوية العامة خبرات ممتدة حول الكلية إذا ما تزج بهم في العالم الحقيقي للكليات والحياة المهنية. تتوفر الجداول الزمنية للمعاهد التابعة للكلية والتي يتم الدراسة فيها خلال أشهر الصيف في يونيو ويوليو وأغسطس وتكون الفصول الدراسية إما في الصباح أو بعد الظهيرة أو طوال اليوم. تهدف هذه المعاهد إلى تعريف الطلاب بالبيئة الجامعية واستكشاف الخيارات الوظيفية المحتملة وتعزيز مهاراتهم القيادية والأكاديمية ومساعدتهم في الحصول على منح مشروع «جراد» التعليمية. يمكن للطلاب اختيار قضاء جزء من الصيف في الالتحاق بمعهد في: جامعة هيوستن أو جامعة هيوستن-داون تاون أو جامعة رايس أو مركز العلوم الصحية بجامعة تكساس أو جامعة سانت توماس أو كلية هيوستن للمجتمع. يركز كل معهد على محور مهني وأكاديمي مختلف. يمكن للطلاب كتابة خطة أعمال أو «التنافس» في سوق الأوراق المالية أو تصميم أجهزة الروبوت أو الاستعداد لدورة الرياضيات المتقدمة في العام المقبل أو مراقبة العمليات الجراحية أو العمل في مختبر الطب الشرعي أو اكتشاف كيمياء النانو أو إنشاء المواقع على شبكة الإنترنت أو استخراج الحامض النووي.

## مشروع «جراد» للفنون الجميلة
كان العام الدراسي 2009 - 2010 هو العام الحادي عشر من مشروع «جراد» لبرنامج الفنون الجميلة والذي يخدم أكثر من 3700 طالب من الطلاب المسجلين في أنماط التغذية في الخمس مدارس الابتدائية ومدرسة إعدادية من مدارس جيفرسون ديفيز الثانوية في إدارة هيوستن التعليمية المستقلة. لا يزال برنامجنا الشامل عالي الجودة للفنون الجميلة منارة لهؤلاء الطلاب - الذين يمثلون نسبة 99% من الأقليات ويأتي 96% منهم من الأسر المحرومة اقتصاديًا. في الفترة ما بين عامي 2008 - 2009، عززت «منحة الفنون في تطوير نموذج التعليم ونشره» التي تمنحها وزارة التعليم الأمريكية من عروض البرنامج في الآلات الموسيقية والكورال والفنون البصرية من خلال دعم إدراج استخدام الآلات ذات المفاتيح والدراما والأوبرا. وتتماشى التعليمات الشاملة والمتكاملة مع المعايير الوطنية والتي تنص عليها الدولة. يزود المعلمون المتخصصون في الفنون الطلاب بتعليمات أسبوعية
في كل من الفنون والموسيقى. يتلقى معلمو الصفوف الدعم لترسيخ الفنون في أساليب التعليم التي يتبعونها. يزور فنانو المجتمع المدارس حيث ينتقل الطلاب إلى عالمهم مساهمين في إنتاج ونشر الفنون. وتعمل هذه العوامل مجتمعة على إخراج طلاب مدربين ممن سيشكلون مقدمي الفنون الجميلة وجمهورها في مستقبلنا.

## على الصعيد الوطني
يحظي مشروع «جراد» في مدينة هيوستن بسجل حافل على الصعيد الوطني في زيادة نسبة التخرج من المدارس الثانوية ومعدلات الالتحاق بالكليات والتخرج منها للطلاب ذوي الدخل المنخفض. على الصعيد الوطني، يخدم مشروع «جراد» أكثر من 149000 من الشباب المحروم اقتصاديًا في 22 طائفة في جميع أنحاء البلاد وفي ولاية بنسلفانيا.

## وصلات خارجية
- الموقع الرسمي
- الموقع الرسمي
- الموقع الرسمي